# Karatsu
Karatsu (Japans: 唐津市, Karatsu-shi) is een Japanse stad in de prefectuur Saga. In 2014 telde de stad 123.322 inwoners. 

## Geschiedenis
Op 1 januari 1932 werd Karatsu benoemd tot stad (shi). In 2005 werden de gemeenten Hamatama, Kyuragi, Ochi, Hizen, Chinzei, Yobuko en Kitahata toegevoegd aan de stad. In 2006 werd de gemeente Nanayama (七山村 ) toegevoegd aan de stad.

## Partnersteden
- Reihoku, Japan
- Yangzhou, China
- Yeosu, Zuid-Korea sinds 1982
- Seogwipo, Zuid-Korea sinds 1994

Steden:
Imari · Kanzaki · Karatsu · Kashima · Ogi · Saga (hoofdstad) · Takeo · Taku · Tosu · Ureshino

Districten:
Fujitsu · Higashimatsuura · Kanzaki · Kishima · Miyaki · Nishimatsuura
Gemeenten per district